# كالوش (فرقة راب)
كالوش هي فرقة راب أوكرانية تأسست عام 2019، مثلت أوكرانيا في مسابقة الأغنية الأوروبية لعام 2022.

## روابط خارجية
- كالوش على موقع ميوزك برينز (الإنجليزية)
- كالوش على موقع أول ميوزيك (الإنجليزية)
- كالوش على موقع ديسكوغز (الإنجليزية)